# Remigi Juncà i Calvet
Remigi Juncà i Calvet (Barcelona, 1 de setembre del 1883 – Vilanova i la Geltrú, 29 de juliol del 1936) va ser metge i batlle de Monistrol de Montserrat.

## Biografia
L'any 1904 es llicencià en medecina per la Universitat de Barcelona. A partir d'aleshores, va iniciar una brillant carrera professional i política, primer a les files de la Lliga de Catalunya i, al final de la vida, en posicions més radicals i independentistes. Guanyà per oposició la plaça de metge municipal de Barcelona. Pels volts de 1910, gràcies al seu prestigi va ser contractat pel govern de Xile com a metge cirurgià de l'Armada Nacional. Durant un any va ser destinat al vaixell blindat Capitán Prat. Un article periodístic publicat a la premsa de Santiago, el 7 de desembre de 1912, valorava la tasca de Juncà en aquests termes: "La figura noble de nuestro caro amigo ha conquistado con sus brillantes dotes científicas laborando en cuantas campañas médicas se suscitaron durante su permanencia en Cataluña, es objeto de admiración en la República Chilena." Mentre va treballar per a l'armada va residir a Valparaíso. El 1914 abandonà la feina i s'establí a Santiago. Retornà a Catalunya entre 1915 i 1916. Primer sembla que exercí de metge a Mediona i ja, possiblement el 1917, sap que a Monistrol de Montserrat hi ha una plaça lliure i s'hi estableix com a metge particular. Es casà amb la monistrolenca Enriqueta Tiana i Jorba el dia 5 de juny de 1919. No van tenir fills.

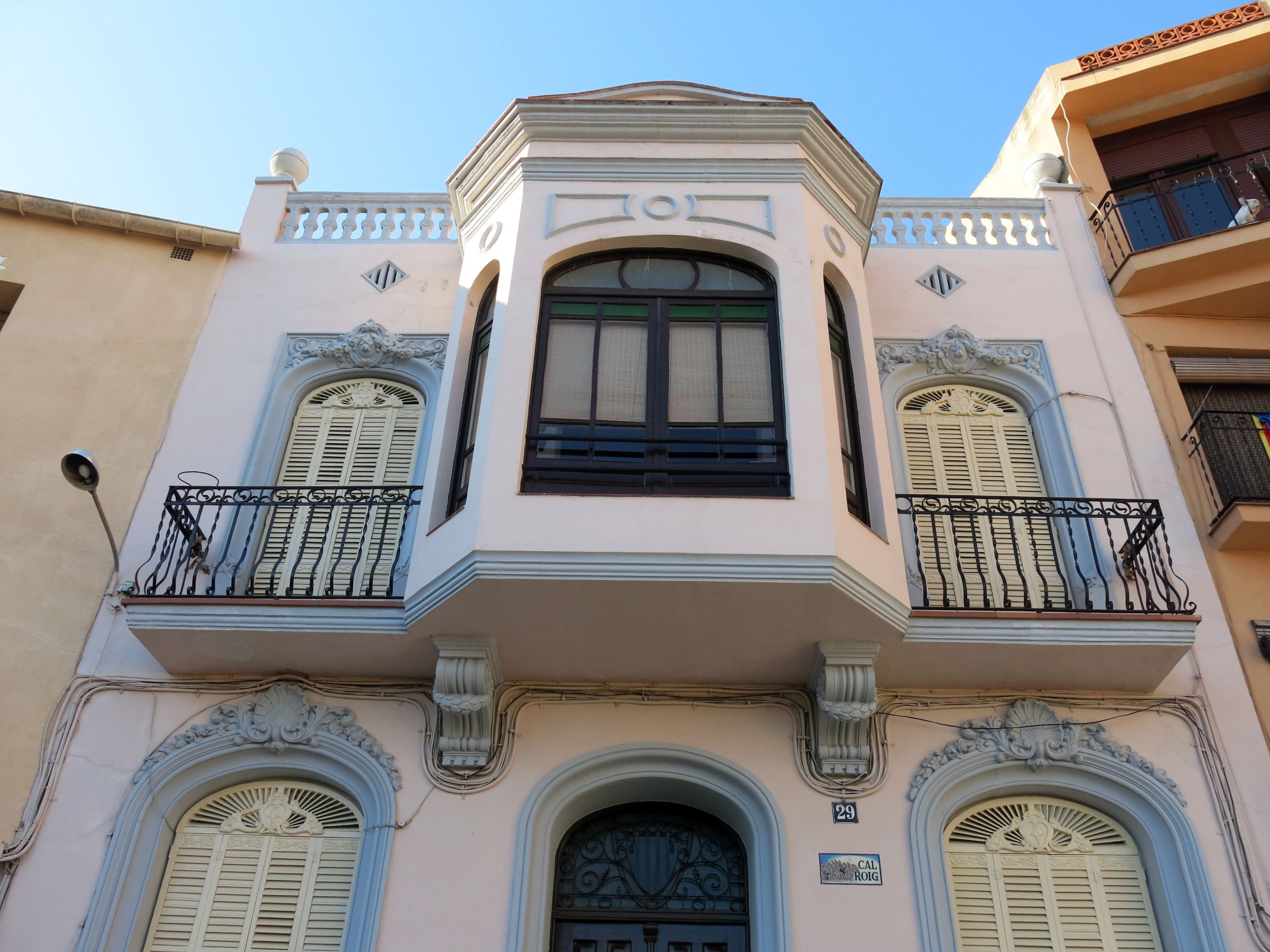
Antiga casa del doctor Juncà

Ben aviat mostrà la seva faceta d'activista cultural i polític i fundà una revista mensual "Ressorgiment" (novembre de 1917-desembre de 1923). En total en van aparèixer 71 números.
Políticament era un home que podríem considerar de centre i catalanista; lligat al Centre Catòlic i molt heterodox en els seus plantejaments com a creient. La seva honestedat i eficàcia va fer nosa, per raons diverses, a dos sectors ben concrets del poble. Per una banda, una esquerra obrerista i republicana que pretenia ser l'alternativa als plantejaments populistes de Juncà i el trobaven massa acostat als cercles catòlics. Aquest sector endegà diverses campanyes de desprestigi contra la seva persona. Quan els convingué, per estratègia política, coincidiren amb els conservadors i dretans. Així, algunes campanyes es dugueren a terme en les naus de la Fàbrica Puig i Font. El sector conservador tenia com a líder el senyor Oriols, director de la fàbrica esmentada i ben connectat amb Montserrat que encara exercia sobre la vila una mena de poder feudal al potenciar la presència de cacics inoperants o els seus servidors a l'ajuntament. Aquest era el cas de Joan Quert i Bendranes, batlle diverses vegades (1916-1918 i 1925-1926) que era considerat una veritable tapadora dels poders fàctics.
Juncà va ser elegit regidor de l'ajuntament monistrolenc en els comicis del març de 1920. Se'l designà com a primer tinent d'alcalde, president de la Comissió d'Hisenda i membre de la Junta local de primera ensenyança. Del 19 al 26 de setembre del mateix any, va haver d'assumir accidentalment el càrrec d'alcalde per absència de Josep Serra i Anglada.
En les eleccions de juliol de 1922 va ser elegit alcalde en una situació ben peculiar. En dues votacions consecutives empataren a cinc vots Remigi Juncà i Joan Quert. Es decidí desempatar amb dues paperetes amb el nom dels dos candidats. Un nen tragué la de Juncà de l'urna. No abandonà el càrrec sinó per la imposició de la dictadura de Primo de Rivera que designà Antoni Grifé i Homs per a substituir-lo. En poc temps, doncs, amb un seguit d'obres i projectes va canviar la fesomia del poble. Ja en el ple de l'11 d'abril de 1920 plantejà la urgència d'enllumenar i empedrar els carrers de la vila, prèvia construcció de les clavegueres. Així, aquell any per la Festa Major s'inaugurà el clavegueram del carrer del Puig i es posà la primera pedra del safareig de Santa Anna, sota del pont. A banda d'accions que incidiren en la millor retribució dels empleats municipals.
D'altres obres vitals que s'emprengueren durant el seu curt mandat va ser: clavegueram i empedrat del carrer Viserta amb el corresponent mur i barana de La Cabanya, instal·lació d'un llum en el pont sobre el Llobregat i d'un altre a l'Era de Viserta; urbanització del carrer Prat de la Riba (avui Jaume Balmes); construcció de la placeta del Pontet i urbanització del carrer Manresa; construcció de la graonada, tribuna i fanal que presidien la Plaça del Bo-Bo fins pels volts de 1960; enllambordament del carrer del Pla; obtenció d'una Escola Pública Graduada amb locals apropiats i, finalment, l'inici de les obres per a la distribució de l'aigua potable a les cases, a càrrec de l'enginyer Julià Fuchs i Liègme i l'hidròleg Albert Carsí.

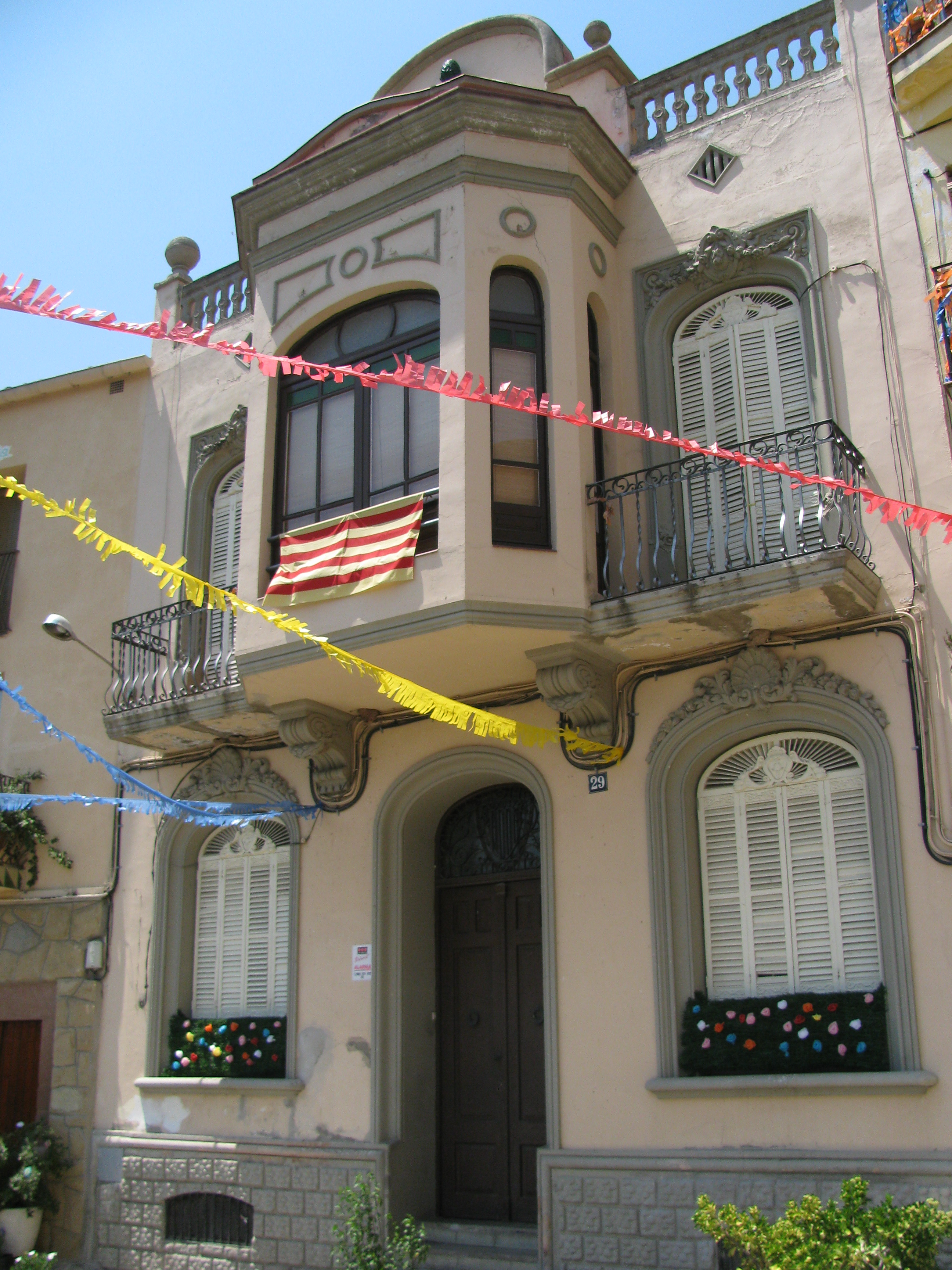
Vista de la casa que feu construir el Dr. Remigi Juncà al carrer Viserta l'any 1923.

La preocupació del Dr. Juncà per la catalanització de la vila es palesà en diversos àmbits: va fer servir el català escrit com a idioma habitual de l'ajuntament, era l'únic regidor que signava en català; edità la revista Ressorgiment; reclamà un acord municipal per protestar davant el Tribunal Suprem de Justícia per haver sentenciat que el Dret català infringia el dret natural i regulà que els serenos diguessin les hores i el temps en català.
Els monistrolencs que veieren amb bons ulls la seva gestió li van retre un homenatge popular el 26 de novembre de 1922 i li regalaren una "vara de mando" costejada per subscripció popular.
Quan els adeptes a la dictadura de Primo de Rivera el van fer fora de l'ajuntament, ell decidí quedar-se al poble. Per aquelles dates es construí la casa de La Cabanya (Julià Fuchs [Viserta], 39), una de les dues mostres singulars de l'arquitectura de l'època que es conserven al poble. Les obres hagueren d'estar enllestides abans de l'agost de 1923.
Remigi Juncà va ser desterrat de Monistrol de Montserrat pels seus adversaris polítics segurament l'any 1925. A principis de 1926 residia a Barcelona perquè el 15 de març es treu el carnet de conduir i el document encara era domiciliat a Barcelona. Es col·legià com a metge el 9 de setembre de 1927, coincidint amb la convocatòria per a cobrir una vacant de metge a Cubelles (El Garraf) que acabà ocupant Juncà, tot i que de ben segur ja hi exercia de manera interina d'ençà de 1926.
A Cubelles, també ben aviat va tenir problemes que no li venien com a Monistrol de Montserrat de la seva tasca professional, sinó per la seva actitud vital, pel seu caràcter, per la seva implicació en tots els àmbits de la vida social. Diu que deia: "Jo allà on estic vull ser a tot arreu". Si bé no va prendre partit per cap dels dos grups que es disputaven el poder a Cubelles, a partir de la proclamació de la República, Juncà es guanyà enemics que el 1935 van intentar desposseir-lo de la plaça de metge. Quan comença la Guerra Civil Espanyola, el Dr. Juncà decideix marxar de Cubelles. La seva esposa es trobava a Monistrol de Montserrat i li anuncia la seva arribada. El 29 de juliol de 1936, a l'estació de Cubelles, el detenen. El porten a la carretera de Cubelles a Vilanova i la Geltrú. Davant de Cal Travé o al bosquet de Mas l'Escarré el van metrallar. Quedà malferit amb les cames seccionades. Quan el van trobar encara era viu. El van traslladar a l'hospital de Vilanova, on morí. És enterrat a Vilanova i la Geltrú.